# Нервиль-ла-Форе
Нервиль-ла-Форе (фр. Nerville-la-Forêt) — муниципалитет во Франции, в регионе Иль-де-Франс, департамент Валь-д'Уаз. Население — 806 человек (2004). Муниципалитет расположен на расстоянии около 26 км севернее Парижа, 17 км восточнее Сержи.

## Демография
Динамика населения (Cassini и INSEE):